# Bazilika Matky Boží Bolestné Královny Polska
Bazilika Matky Boží Bolestné Královny Polska v Licheni Starém (gmina Ślesin, okres Konin) je největším kostelem v Polsku.
Pětilodní bazilika byla vystavěna v letech 1994–2004 na místě mariánských zjevení z 19. století. Autorkou architektonického plánu je Barbara Bielecka. V bazilice se nachází největší soubor varhan v Polsku; na zvonici kostela je zavěšen největší zvon v Polsku.
Z hlediska architektonického budí kostel kontroverze, bývá označován za příklad kýče a nazýván sakrálním Disneylandem.